# Liste österreichischer Kraftwerke
Diese Liste enthält die leistungsstärksten Kraftwerke in Österreich, gegliedert nach Bauart.

## Wasserkraftwerke
In Österreich gibt es zahlreiche Wasserkraftwerke. In der Tabelle sind die Wasserkraftwerke aufgeführt, die eine installierte Leistung von mehr als 100 MW haben.

### Speicherkraftwerke
| Rang | Name                           | Leistung in MW | Regelarbeit in Mio. kWh/a | Auslastung | Rohfall- höhe in m | Ausbau- durchfluss in m³/s | Fertig- stellung | Bun- des- land | Betreiber              |
| ---- | ------------------------------ | -------------- | ------------------------- | ---------- | ------------------ | -------------------------- | ---------------- | -------------- | ---------------------- |
| 1    | Malta-Hauptstufe *)            | 730,0          | 715,0                     | 12 %       | 1106               | 80,0                       | 1979             | Ktn            | VERBUND Hydro Power AG |
| 2    | Kopswerk II *)                 | 525,0          | –                         | –          | 818                | 78–                        | 2008             | Vbg            | illwerke vkw AG        |
| 3    | Silz                           | 500,0          | 531 **)                   | 11 %       | 1238–1257          | 48,0                       | 1981             | Tirol          | Tiroler Wasserkraft AG |
| 4    | Kaprun Oberstufe Limberg II *) | 480,0          | –                         | –          | 365                | 144,0                      | 2011/2012        | Sbg            | VERBUND Hydro Power AG |
| 5    | Reißeck II *)                  | 430,0          | –                         | –          | ca. 615            | 80                         | 2016             | Ktn            | VERBUND Hydro Power AG |
| 6    | Kaunertal                      | 392,0          | 661,0                     | 19 %       | 793–895            | –                          | 1964             | Tirol          | Tiroler Wasserkraft AG |
| 7    | Häusling *)                    | 360,0          | 179,4                     | 6 %        | 696                | 65,0                       | 1988             | Tirol          | VERBUND Hydro Power AG |
| 8    | Obervermuntwerk II *)          | 360,0          | –                         | –          | max. 311,2         | 150                        | 2019             | Vbg            | illwerke vkw AG        |
| 9    | Mayrhofen                      | 345,0          | 671,2                     | 22 %       | 470                | 92,0                       | 1977             | Tirol          | VERBUND Hydro Power AG |
| 10   | Kühtai *)                      | 289,0          | 531 **)                   | 4 %        | 319–440            | 80,0                       | 1981             | Tirol          | Tiroler Wasserkraft AG |
| 11   | Lünerseewerk *)                | 280,0          | 371,0                     | 18 %       | 974                | 27,6                       | 1958             | Vbg            | illwerke vkw AG        |
| 12   | Rodundwerk II *)               | 276,0          | 486,0                     | 20 %       | 354                | 87,0                       | 1976             | Vbg            | illwerke vkw AG        |
| 13   | Kopswerk I                     | 247,0          | 392,0                     | 18 %       | 780                | 36,0                       | 1969             | Vbg            | illwerke vkw AG        |
| 14   | Roßhag *)                      | 231,0          | 312,0                     | 15 %       | 630                | 52,0                       | 1972             | Tirol          | VERBUND Hydro Power AG |
| 15   | Kaprun Hauptstufe              | 220,0          | 499,0                     | 26 %       | 858                | 32,5                       | 1952             | Sbg            | VERBUND Hydro Power AG |
| 16   | Rodundwerk I *)                | 198,0          | 322,0                     | 19 %       | etwa 350           | 36,0                       | 1952             | Vbg            | illwerke vkw AG        |
| 17   | Vermuntwerk                    | 156,0          | 260,0                     | 19 %       | 713                | 26,0                       | 1931             | Vbg            | illwerke vkw AG        |
| 18   | Feldsee *)                     | 140,0          | 300,0                     | –          | 524                | –                          | 2011             | Ktn            | KELAG                  |
| 19   | Malta-Oberstufe *)             | 120,0          | 76,0                      | 7 %        | 198                | 70,0                       | 1992             | Ktn            | VERBUND Hydro Power AG |
| 20   | Schwarzach                     | 120,0          | 482,3                     | 46 %       | 139                | 107,0                      | 1959             | Sbg            | VERBUND Hydro Power AG |
| 21   | Kaprun Oberstufe Limberg *)    | 112,8          | 166,1                     | 17 %       | 365                | 36,0                       | 1955             | Sbg            | VERBUND Hydro Power AG |
| 22   | Innerfragant I *)              | 108,0          | 82,0                      | 9 %        | 1185               | 10,1                       |                  | Ktn            | KELAG                  |
| 23   | Innerfragant II *)             | 100,0          | 93,0                      | 11 %       | 409                | 15,9                       |                  | Ktn            | KELAG                  |

**) Arbeitsvermögen der Kraftwerksgruppe Sellrain-Silz

### Laufkraftwerke
| Rang | Name                  | Leistung in MW | Regel- arbeit in Mio. kWh/a | Aus- lastung | Ausbau- durch- fluss in m³/s | Stau- raum- länge in km | Fertig- stellung | Fluss | Bun- des- land | Betreiber                |
| ---- | --------------------- | -------------- | --------------------------- | ------------ | ---------------------------- | ----------------------- | ---------------- | ----- | -------------- | ------------------------ |
| 1    | Altenwörth            | 328,0          | 1.967,6                     | 68 %         | 2.700                        | 30,0                    | 1976             | Donau | NÖ             | VERBUND Hydro Power GmbH |
| 2    | Aschach               | 324,0          | 1.662,0                     | 64 %         | 2.496                        | 40,0                    | 1964, 2010       | Donau | OÖ             | VERBUND Hydro Power GmbH |
| 3    | Greifenstein          | 293,0          | 1.717,3                     | 67 %         | 3.150                        | 31,0                    | 1985             | Donau | NÖ             | VERBUND Hydro Power GmbH |
| 4    | Ybbs-Persenbeug       | 236,5          | 1.335,9                     | 64 %         | 2.650                        | 34,0                    | 1959             | Donau | NÖ             | VERBUND Hydro Power GmbH |
| 5    | Wallsee-Mitterkirchen | 210,0          | 1.318,8                     | 72 %         | 2.700                        | 25,0                    | 1968             | Donau | NÖ/OÖ          | VERBUND Hydro Power GmbH |
| 6    | Melk                  | 187,0          | 1.221,6                     | 75 %         | 2.700                        | 22,5                    | 1982             | Donau | NÖ             | VERBUND Hydro Power GmbH |
| 7    | Ottensheim-Wilhering  | 179,0          | 1.134,9                     | 72 %         | 2.250                        | 16,0                    | 1974             | Donau | OÖ             | VERBUND Hydro Power GmbH |
| 8    | Freudenau             | 172,0          | 1.052,0                     | 70 %         | 3.000                        | 28,0                    | 1998             | Donau | Wien           | VERBUND Hydro Power GmbH |
| 9    | Abwinden-Asten        | 168,0          | 995,7                       | 68 %         | 2.475                        | 27,0                    | 1979             | Donau | OÖ             | VERBUND Hydro Power GmbH |
| 10   | Jochenstein           | 132,0          | 850,0                       | 73 %         | 2.050                        | 27,0                    | 1956             | Donau | OÖ             | Grenzkraftwerke GmbH     |

## Windkraftanlagen
Ende 2024 lag die installierte Gesamtleistung der österreichischen Windkraftanlagen bei 4.028 MW. Die Zahl der Windkraftanlagen lag bei 1.451. Frühere Leistungen waren 2016: 2.632 MW, 2017: 2.828 MW, 2018: 3.045 MW, 2019: 3.159 MW, 2020: 3.120 MW (aufgrund von Stilllegungen weniger als im Vorjahr), 2021: 3.300 MW und 2022: 3.586 MW und 2023: 3.885 MW. 2024 lieferte Windenergie 16 % des österreichischen Strombedarfs (2019: 13 %, 2020: 12 %, 2021: 11 %, 2022: 12 %, 2023: 14 %).
Es gibt (zumindest) von einigen Bundesländern landesweise Listen von Windkraftwerken als eigene Artikel. Die steirische Liste ist eingebettet in: Windenergie in der Steiermark.
| Name                                                                         | Lei- stung in MW      | Regel- arbeit in Mio. kWh/a 1 | Aus- las- tung | An- zahl WKA      | Gesamt- Rotor- fläche in m² | Na- ben- höhe in m | Fertig- stel- lung | Bun- des- land | Betreiber |
| ---------------------------------------------------------------------------- | --------------------- | ----------------------------- | -------------- | ----------------- | --------------------------- | ------------------ | ------------------ | -------------- | --- |
| Andau/Halbturn                                                               | 237,0                 | 552,8 2                       | 26,6 %         | 79                |                             | 135                | 2014               | Bgld           | Energie Burgenland Windkraft GmbH ImWind Püspök Group                                                               |
| Neusiedl/See                                                                 | 79,2                  | 96,0                          | 14 %           | 44                | 55.264                      | 100                | 2003               | Bgld           | Energie Burgenland Windkraft GmbH                                                                                   |
| Mönchhof/Halbturn                                                            | 51,0                  |                               |                | 17                |                             |                    |                    | Bgld           | Energie Burgenland Windkraft GmbH                                                                                   |
| Weiden am See                                                                | 46,8                  | 70,0                          | 20 %           | 26                | 84.623                      | 86                 | 2003               | Bgld           | Energie Burgenland Windkraft GmbH                                                                                   |
| Windpark Pretul, Pretulalpe (in) Langenwang, Mürzzuschlag, Ratten, Rettenegg | 42                    | 88 (proj.)                    |                | 14                | 73.932                      | 78                 | 2016               | Stmk           | Österreichische Bundesforste, größter Windpark der Steiermark                                                       |
| Parndorf III                                                                 | 41,4                  | 85,0                          | 23 %           | 23                | 88.470                      | 100                | 2004               | Bgld           | Energie Burgenland Windkraft GmbH                                                                                   |
| Steinriegel                                                                  | 38,3 (vor 2014: 13,0) | 32,0                          | 23 %?          | 10 (2014: +11=21) | 30.019                      | 60                 | 2005/2014          | Stmk           | Windnet Windkraftanlagenbetriebs GmbH & Co KG (Kooperation von Wien Energie und ECOwind GmbH (gehört zur BayWa AG)) |
| Andau                                                                        | 36,0                  |                               |                | 12                |                             |                    |                    | Bgld           | Energie Burgenland Windkraft GmbH                                                                                   |
| Kittsee                                                                      | 35,4                  | 44,0                          | 23 %           | 18                | 46.158                      | 100                | -                  | Bgld           | Energie Burgenland Windkraft GmbH                                                                                   |
| Oberzeiring (Tauernwindpark)                                                 | 32,05                 | 75                            | 27 %           | 10                | (41.052)                    | 106 (98)           | 2002/2019          | Stmk           | Tauernwind GmbH |
| Poysdorf-Wilfersdorf                                                         | 28,0                  | 54,0                          | 22 %           | 14                | 89.019                      | 105                | 2005/2007          | NÖ             | Windkraft Simonsfeld                                                                                                |
| Kreuzstetten                                                                 | 26,0                  | 52,0                          | 25 %           | 13                | 76.302                      | 105                | 2005/2007          | NÖ             | Windkraft Simonsfeld                                                                                                |
| Potzneusiedl                                                                 | 25,0                  |                               |                | 7                 |                             |                    |                    | Bgld           | Energie Burgenland Windkraft GmbH                                                                                   |
| Gols I                                                                       | 24,0                  | 50,0                          | 24 %           | 12                | 60.324                      | 100                | 2003               | Bgld           | Energie Burgenland Windkraft GmbH und Wien Energie                                                                  |
| Neudorf I                                                                    | 22,0                  | 48,0                          | 25 %           | 11                | 55.264                      | 100                | 2003               | Bgld           | Energie Burgenland Windkraft GmbH                                                                                   |
| Neudorf II                                                                   | 22,0                  | 48,0                          | 25 %           | 11                | 55.264                      | 100                | 2003               | Bgld           | Energie Burgenland Windkraft GmbH                                                                                   |
| Scharndorf                                                                   | 22,0                  | 46,0                          | 24 %           | 11                | 55.297                      | 100                | -                  | NÖ             | Raiffeisen Windpark GmbH                                                                                            |
| Petronell                                                                    | 21,6                  | 47,8                          | 25 %           | 12                | 46.176                      | 98                 | -                  | NÖ             | VERBUND Renewable Power GmbH                                                                                        |
| Auersthal                                                                    | 20,0                  | 48,2                          |                | 10                | 63.620                      | 105                | 2006               | NÖ             | WEB Windenergie AG                                                                                                  |
| Trautmannsdorf                                                               | 18,0                  | 43,0                          | 27 %           | 9                 | 45.243                      | 100                | -                  | NÖ             | Raiffeisen Windpark GmbH                                                                                            |
| Berg                                                                         | 18,0                  | 42,0                          | 27 %           | 9                 | 57.227                      | 105                | 2005?              | NÖ             | Raiffeisen Windpark GmbH                                                                                            |
| Prinzendorf-Steinberg                                                        | 18,0                  | 42,0                          | 27 %           | 9                 | 45.239                      | 100                | 2003               | NÖ             | Windkraft Simonsfeld                                                                                                |
| Hollern                                                                      | 18,0                  | 39,0                          | -              | 9                 | -                           | -                  | -                  | NÖ             | VERBUND Renewable Power GmbH                                                                                        |
| Deutschkreuz                                                                 | 16,3                  |                               |                | 8                 |                             |                    |                    | Bgld           | Energie Burgenland Windkraft GmbH                                                                                   |
| Munderfing                                                                   | 14,9                  | 32,0                          | 24 %           | 5                 | 49.260                      | 140                | 2014               | OÖ             | Gemeinde Munderfing, Energie AG, Energiewerkstatt                                                                   |
| Prellenkirchen III                                                           | 14,4                  | 27,0                          | 21 %           | 8                 | 30.772                      | 86                 | 2003               | NÖ             | evn naturkraft |
| Gols II                                                                      | 14,3                  | 30,0                          | 24 %           | 11                | 35.367                      | 91                 | 2003               | Bgld           | Energie Burgenland Windkraft GmbH                                                                                   |
| Zurndorf                                                                     | 13,6                  |                               |                | 6                 |                             |                    |                    | Bgld           | Energie Burgenland Windkraft GmbH                                                                                   |
| Haindorf Inning                                                              | 12,6                  | 22,4                          | 20 %           | 7                 | 26.940                      | 86                 | 2004               | NÖ             | Windkraft Haindorf GmbH                                                                                             |
| Sternwald II                                                                 | 12,0                  | 30,0                          | 29 %           | 6                 | 38.151                      | 105                | 2005?              | OÖ             | Sternwind GmbH |
| Zistersdorf-Maustrenk                                                        | 12,0                  | 30,0                          | 29 %           | 6                 | 38.151                      | 105                | 2005?              | NÖ             | WEB Windenergie AG                                                                                                  |
| Hohenruppersdorf -Spannberg                                                  | 57,3                  |                               |                | 20                |                             |                    | 2016               | NÖ             | - |
| Parndorf II                                                                  | 12,0                  | 27,2                          | 26 %           | 8                 | 16.085                      | 85                 | 2004               | Bgld           | Oekostrom AG |
| Moschkogel                                                                   | 11,5                  | 19,0                          | 23 %           | 5                 | 19.796                      | 65                 | 2007               | Stmk           | Viktor Kaplan Akademie für Zukunftsenergien Muerz                                                                   |
| Neuhof I                                                                     | 10,0                  | 26,0                          | 30 %           | 5                 | 25.135                      | 100                | 2003               | Bgld           | WEB Windenergie AG                                                                                                  |
| Pama                                                                         | 10,0                  | 21,0                          | 24 %           | 8                 | 25.723                      | 91                 | 2003               | Bgld           | Energie Burgenland Windkraft GmbH und Wien Energie                                                                  |
| Bruck/Leitha                                                                 | 9,0                   | 17,2                          | 23 %           | 5                 | 19.242                      | 65                 | 2000               | NÖ             | VERBUND Renewable Power GmbH                                                                                        |
| Prellenkirchen II                                                            | 9,0                   | 17,1                          | 22 %           | 5                 | 19.242                      | 65                 | 2002               | NÖ             | Windpark Prellenkirchen GmbH                                                                                        |
| Neusiedl/Zaya                                                                | 9,0                   | 16,0                          | 20 %           | 5                 | 19.242                      | 86                 | 2002               | NÖ             | evn naturkraft |
| Neuhof II                                                                    | 8,0                   | 20,8                          | 30 %           | 4                 | 20.108                      | 100                | 2003               | Bgld           | Karl Weiß |
| Rannersdorf                                                                  | 8,0                   | 20,0                          | 29 %           | 4                 | 25.434                      | 105                | 2005               | NÖ             | Windkraft Simonsfeld                                                                                                |
| Parndorf I                                                                   | 7,5                   | 12,5                          | 19 %           | 5                 | 16.085                      | 68                 | 2003               | Bgld           | Oekostrom AG |

## Fossil-thermische Kraftwerke
| Name                                   | Leistung Elektrisch in MWel | Leistung Thermisch in MWth | Regelarbeit in Mio. kWh/Jahr    | Energieträger                             | Fertig- stellung | Bun- des- land | Betreiber                          |
| -------------------------------------- | --------------------------- | -------------------------- | ------------------------------- | ----------------------------------------- | ---------------- | -------------- | ---------------------------------- |
| Gas- und Dampfkraftwerk Mellach        | 832                         | 400                        | 4.980                           | Erdgas                                    | 2012             | Stmk           | VERBUND Thermal Power GmbH & Co KG |
| Kraftwerk Theiß                        | 775                         | -                          | -                               | Erdgas, Heizöl S                          | 1974             | NÖ             | EVN AG                             |
| Kraftwerk Simmering 1                  | 700                         | 450                        | -                               | Erdgas                                    | 2009             | Wien           | Wien Energie                       |
| Gas- und Dampfkraftwerk Timelkam       | 405                         | -                          | 2.000                           | Erdgas                                    | 2008             | OÖ             | Energie AG OÖ                      |
| Kraftwerk Simmering 3                  | 365                         | 350                        | -                               | Erdgas, Heizöl S                          | 1992             | Wien           | Wien Energie                       |
| Kraftwerk Dürnrohr 2                   | 352                         | -                          | -                               | Steinkohle (bis 2. August 2019), Erdgas   | 1986             | NÖ             | EVN AG                             |
| Dampfkraftwerk Donaustadt 3            | 347                         | 250                        | -                               | Erdgas                                    | 2001             | Wien           | Wien Energie                       |
| Kraftwerk voestalpine Linz             | 267                         | -                          | 1.750                           | Gichtgas, Kokereigas, Erdgas              | 1941             | OÖ             | voestalpine AG                     |
| Fernheizkraftwerk Mellach              | 246                         | 230                        | -                               | Steinkohle (bis 31. März 2020), Erdgas    | 1986             | Stmk           | VERBUND Thermal Power GmbH & Co KG |
| Fernheizkraftwerk Linz-Mitte           | 217                         | 171                        | -                               | Erdgas, Heizöl                            | 1970             | OÖ             | Linz AG                            |
| Fernheizkraftwerk Linz-Süd             | 171                         | 150                        | 640 Mio. kWhel / 475 Mio. kWhth | Erdgas, Heizöl (Reserve)                  | 1993             | OÖ             | Linz AG                            |
| Kraftwerk Korneuburg 1                 | 154                         | -                          | -                               | Erdgas                                    | 1958             | NÖ             | EVN AG                             |
| Heizkraftwerk der Raffinerie Schwechat | 120                         |                            | -                               | flüssige und gasförmige Mineralölprodukte |                  | NÖ             | OMV                                |
| Heizkraftwerk Salzburg Mitte           | 83,6                        | 127                        |                                 | Erdgas                                    | 2003             | Sbg            | Salzburg AG                        |
| Kraftwerk Simmering 2                  | 60                          | 150                        | -                               | Erdgas                                    | 2009             | Wien           | Wien Energie                       |
| Heizkraftwerk Salzburg Nord            | 13,7                        | 49,5                       | 31 Mio. kWhel / 158 Mio. kWhth  | Erdgas, Heizöl (Reserve)                  | 1972             | Sbg            | Salzburg AG                        |
| Müllverbrennungsanlage Spittelau       | 6                           | 460                        | 40 Mio. kWhel/ 470 Mio. kWhth   | Erdgas, Heizöl, (Hausmüll)                | 1971             | Wien           | Fernwärme Wien                     |

## Biomasseheizkraftwerke
Mit einer Leistung ab 1,5 MW elektrisch:
| KW-Name                                           | Elektrische Leistung in MW | Thermische Leistung in MW | Standort                   | Betrieb ab     | Bemerkungen | Betreiber                                                 |
| ------------------------------------------------- | -------------------------- | ------------------------- | -------------------------- | -------------- | --- | --------------------------------------------------------- |
| Kraftwerk Simmering Biomasse                      | 16,0                       | 37,0                      | Wien                       |                | Ohne Fernwärmeauskopplung im Kondensationsbetrieb: Elektrisch 23,4 MW | Wien Energie Bundesforste Biomassekraftwerk GmbH & Co. KG |
| Biomassekraftwerk Timelkam                        | 15,0                       | 15,0                      | Timelkam                   |                | | Energie AG Oberösterreich                                 |
| Biomasseheizkraftwerk Klagenfurt Ost              | 10,0                       | 50,0                      | Klagenfurt                 | 2017           | Fernwärme für Klft. Wärmeausbeuteerhöhung durch Rauchgaskondensation und LiBr-Wasser-Absorptionswärmepumpe. Gewebefilter, Rauchgasentschwadung, Harnstoffeindüsung zur NOx-Reduktion. Geplant und errichtet von Riegler & Zechmeister (RZ) Group | Bio Energie Kärnten mit RZ                                |
| Funder Werke I & II, Nähe St. Veit                | 9,0                        | 60,0                      | St. Veit a.d. Glan         | 1991           | Prozesswärme für die Produktion, seit 1991 Einspeisung von Fernwärme ins Netz von St. Veit. Nur teilweise auf Biomasse basierend. | FunderMax (Holzfaserplatten)                              |
| Biomassekraftwerk Neudörfl                        | 8,0                        | 25,0                      | Neudörfl                   |                | Prozesswärme für die Produktion und ab 2009 Wärmelieferung für Wiener Neustadt an die EVN Wärme GmbH | FunderMax (Holzfaserplatten)                              |
| Biomassekraftwerk im Fernheizkraftwerk Linz-Mitte | 8,0                        | 21,0                      | Linz                       |                | Strom und Fernwärme für ca. 20.000 Ökostrom- und ca. 12.000 Biowärme-Haushalte | Linz AG                                                   |
| Biomassekraftwerk der Stadtwerke Kufstein         | 6,5                        | 16,0                      | Kufstein                   |                | Seit Oktober 2003 Wärmelieferung für 70 Prozent des gesamten Wärmebedarfes der Stadt Kufstein | Bioenergie Kufstein GmbH                                  |
| Biomasseheizkraftwerk Steyr                       | 5,7                        | 20,0                      | Steyr, OÖ / Ramingdorf, NÖ |                | Fernwärmeerzeugung für Region Steyr mit Ramingdorf | Bioenergie Steyr GmbH                                     |
| Biomasseheizkraftwerk Baden                       | 5,0                        | 15,0                      | Tribuswinkel               |                | Fernwärmeerzeugung für Baden in Tribuswinkel | EVN Wärme GmbH                                            |
| Biomasseheizkraftwerk Mödling                     | 5,0                        | 15,0                      | Mödling                    |                | Fernwärmeerzeugung für Mödling, Maria Enzersdorf, Wiener Neudorf, Brunn am Gebirge, Vösendorf | EVN Wärme GmbH                                            |
| Biomasseheizkraftwerk Ybbs                        | 5,0                        | 12,0                      | Ybbs                       |                | Fernwärmeerzeugung für das Fernheiznetz Ybbs der EVN Wärme GmbH | Biomasse Heizkraftwerk Ybbs GmbH                          |
| Biomasseheizkraftwerk Klagenfurt Nord             | 5,0                        | 20,0                      | Liebenfels                 | 2018           | Fernwärme für Klft. 16 km Fernwärmeleitung unterirdisch, Nähe zu Wald und Pelletswerk von RZ. 2 Rohrbrücken zum Holzwerk südlich der Straße, 90 bzw. 210 m lang, 1 bzw. 3 Steher mit Seilabhängung. Wärmeausbeuteerhöhung durch Rauchgaskondensation und LiBr-Wasser-Absorptionswärmepumpe. | Bio Energie Kärnten, RZ                                   |
| Biomasseheizkraftwerk Klagenfurt Süd              | 5,0                        | 15,0                      | Klagenfurt                 | 2007           | Fernwärme für Klft. | Bio Energie Kärnten, RZ                                   |
| Biomasseheizkraftwerk Lienz II                    | 1,5                        | 8,7                       | Lienz                      | 2005 (Werk II) | Fernwärme für Lienz, Tristach, Nußdorf-Debant. Eigentümer TIWAG. Werk I (2001): 2 Bio-FW-Kessel zs. 18 MW, 630 m² Sonnenkollektoren. Werk II (2005): 8,7 MW-Kessel, 1,5 MW el, 400 m³ Wasser-Wärmepuffer, Rauchgasreinigung: Zyklone, Rauchgasentschwadung bis −5 °C, Elektrofilter. Werk III (2015): Schillerstr. nur als Ausfallssicherung. Energieaufbringung (2002–2016): 50 % Waldhackgut, 49 % Sägewerkhackgut, 0,84 % Heizöl EL. | Stadtwärme Lienz                                          |

## Solarkraftwerke
2003 gehörte eine in Blons (großes Walsertal, Vorarlberg) gebaute Freiflächenanlage mit 5.000 m2 Modulfläche (unter 1 MW) noch zu den größten Solaranlagen Europas. 
2010 war der Solar Campus der oberösterreichischen Energie AG in Eberstalzell mit knapp über 1 MWpeak (ab 2021 4,3 MWpeak) noch die größte Photovoltaikanlage Österreichs.
2011 entstand mit 2 MWpeak auf 6ha in den Niederen Tauern die größte Freiflächenanlage Österreichs.
Solarkraftwerke mit einer Leistung ab 10 MWpeak elektrisch:
| Standort                 | Leistung in MWpeak | vorr. Jahresertrag in GWh | Größe in ha | Betrieb ab | Bemerkungen | Betreiber                       |
| ------------------------ | ------------------ | ------------------------- | ----------- | ---------- | --- | ------------------------------- |
| Grafenwörth              | 24,5               | 26,7                      | 14          | 2023       | größte schwimmende Photovoltaikanlage Mitteleuropas in ehemaligen Schottergruben                                            | Ecowind Handels-& Wartungs-GmbH |
| Flughafen Wien-Schwechat | 24                 |                           | 24          | 2022       | beschränkt nutzbaren Fläche am Rande des Flughafen-Areas, Gemeinsam mit weiteren 7 PV Anlagen Erzeugung von 30 GWh pro Jahr |                                 |
| Schönkirchen             | 15                 | 15,8                      | 20          | 2020       | bis 2030 ist ein Ausbau auf 1.000 GWh pro Jahr geplant                                                                      | OMV                             |
| Nickelsdorf              | 120                |                           | 150         | 2023       | bis 2030 ist in 3 Bauabschnitten ein Ausbau auf 120 MWpeak geplant                                                          | Burgenland Energie und ImWind   |